# روبي ريس
روبي ريس (بالإنجليزية: Ruby Rees)‏ هي ممثلة أسترالية، ولدت في 1995.

## وصلات خارجية
- الموقع الرسمي
- روبي ريس على موقع IMDb (الإنجليزية)
- روبي ريس على موقع قاعدة بيانات الفيلم (الإنجليزية)
- روبي ريس على موقع ليتربوكسد (الإنجليزية)
- روبي ريس على موقع كينوبويسك (الروسية)